# The Dance
The Dance är en EP av det nederländska symphonic metal-bandet Within Temptation, utgiven 1998. Det är mer melankoliskt än senare album, och mer i stil med goth metal.

## Låtförteckning
1. "The Dance" - 5:02
2. "Another Day" - 5:44
3. "The Other Half (of Me)" - 4:49
4. "Restless" (remix) - 3:31
5. "Candles and Pearls of Light" (remix) - 9:02

## Medverkande
- Sharon den Adel - sång
- Robert Westerholt - gitarr, growl
- Martijn Westerholt - klaviatur
- Michiel Papenhove - gitarr
- Jeroen van Veen - elbas
- Ciro Palma - trummor